# Chlorogomphus shanicus
Chlorogomphus shanicus – gatunek ważki z rodziny Chlorogomphidae. Stwierdzony jedynie na trzech stanowiskach w prowincjach Guangdong i Hunan w południowo-wschodnich Chinach.